# Sandy West
 (février 2019).
Si vous disposez d'ouvrages ou d'articles de référence ou si vous connaissez des sites web de qualité traitant du thème abordé ici, merci de compléter l'article en donnant les références utiles à sa vérifiabilité et en les liant à la section « Notes et références ».
Pour les articles homonymes, voir West.
Sandy West (née Sandy Pesavento le 10 juillet 1959 et morte le 21 octobre 2006) est une musicienne, chanteuse, auteur-compositeur et batteuse américaine. Elle était, avec Joan Jett, la fondatrice du groupe entièrement féminin The Runaways dans les années 1970.

## Biographie

### Jeunesse
Sandy West, de son vrai nom Sandy Pesavento, est née le 10 juillet 1959 à Long Beach en Californie. À l'âge de 9 ans son grand-père lui achète un kit de batterie, elle devient rapidement une fan de rock and roll dans les années 1960 et 1970. Elle démontre un certain don pour la batterie.

### The Runaways
Poussée par son ambition de jouer professionnellement, elle cherche des musiciens dans le sud de la Californie avec l'idée de former un groupe de filles. En 1975, elle rencontre le producteur Kim Fowley, qui lui donne le numéro de téléphone d'une autre jeune musicienne, la guitariste Joan Jett. Joan et Sandy se rencontrent peu de temps après : Joan prend un bus pour se rendre chez Sandy et jouer quelques chansons. Il y a une synergie évidente entre elles, la création des Runaways a sans doute eu lieu ce jour-là. Les filles jouent par la suite pour Fowley, qui les aide à trouver d'autres musiciennes pour compléter le groupe, notamment Lita Ford et Cherie Currie.

### Les années post-Runaways
Après quatre ans d'enregistrements et de tournées dans le monde, les Runaways se séparent en 1979. Sandy fait des tentatives variées pour continuer sa carrière en tant que musicienne professionnelle, en jouant avec d'autres groupes dans le sud de la Californie, en sortant un album solo The beat is back, et formant The Sandy West band. Ne parvenant pas à vivre de sa musique, Sandy passe la plupart de ses années post-Runaways à travailler en dehors de la musique.
Sandy apparaît dans Edgeplay: A film about The Runaways, un documentaire sur les Runaways, produit et réalisé par l'ancienne bassiste du groupe Victory Tischler-Blue, offrant quelques extraits poignants d'entretiens. Elle a travaillé principalement dans la construction, et a passé un peu de temps en tant que barman et assistant vétérinaire. Dans d'autres parties des interviews, elle fait allusion au fait qu'elle exerce une activité criminelle en vue de joindre les deux bouts (par exemple, elle décrit comment elle a dû casser le bras de quelqu'un pour l'argent qu'il lui devait). Elle termine l'interview presque en larmes, toujours confuse quant aux raisons pour lesquelles les Runaways ne pouvait pas se reformer et continuer à jouer. De son propre aveu en 2004, elle ne s'est jamais remise de la séparation du groupe.
En 2005, les médecins diagnostiquent à Sandy un cancer du poumon, qui s'est étendu plus tard à son cerveau. Elle décède le 21 octobre 2006 à l'âge de 47 ans. Joan Jett a déclaré dans un communiqué, "Nous avons partagé le rêve des filles qui jouent du rock and roll. Sandy était une batteuse exubérante et puissante ", ajoutant, "Je suis anéantie par la perte de mon amie. Je l'ai toujours dit, nous avons changé le monde." Cherie Currie, la chanteuse initiale des Runaways, a déclaré: "Sandy West était de loin, la plus grande batteuse dans l'histoire du rock and roll. Personne ne pouvait concurrencer ou même se rapprocher de son talent, mais le plus important était son cœur. Sandy West aimait ses fans, ses amis et sa famille presque à l'excès. Elle ferait absolument tout pour les gens qu'elle aimait. Ce ne sera jamais la même chose pour moi, encore une fois, sur une scène, parce que Sandy était la meilleure et elle va me manquer pour toujours."
Sandy West a été jouée par l'actrice Stella Maeve dans le film The Runaways. Dans ce film Kristen Stewart tient le rôle de Joan Jett, Dakota Fanning joue Cherie Currie et Scout Taylor-Compton Lita Ford. Pendant le commentaire audio des bonus du DVD, Joan Jett dédie le film à Sandy.

## Discographie

### Albums Runaways
- 1976 : The Runaways
- 1977 : Queens of Noise
- 1977 : Live in Japan
- 1977 : Waitin' for the Night
- 1978 : And Now... The Runaways
- 1980 : Flaming Schoolgirls
- 1993 : Born to be Bad
- 1999 : 20th Century Masters - The Millennium Collection: The Best of The Runaways